# Центральна Сербія

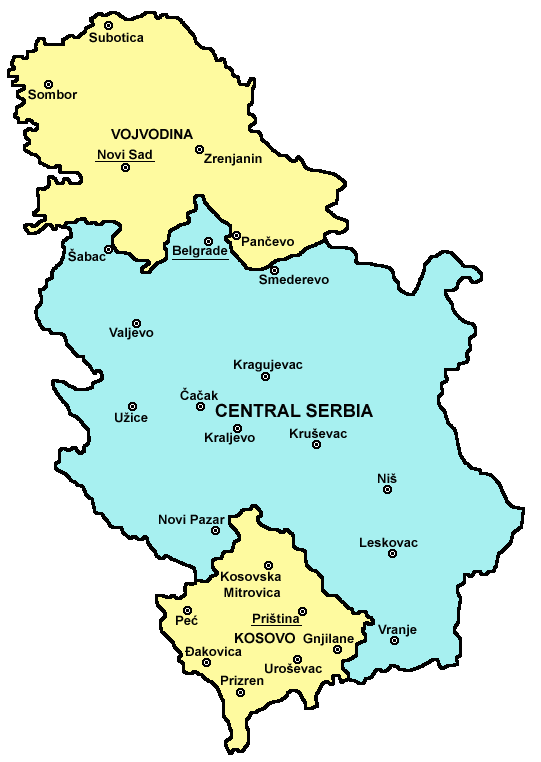
Територія Центральної Сербії.

Центра́льна Се́рбія (серб. Централна Србија / Centralna Srbija) — назва частини Республіки Сербії, розташованої за межами території автономних країв Воєводина і Косово і Метохія. Центральна Сербія не являє собою окрему адміністративно-територіальну одиницю і не має визначення в жодному законі або подібному документі. Поняття «Центральна Сербія» введено виключно для відмінності частини Сербії, розташованої за межами автономних країв. У Центральній Сербії розташовано 17 округів і столиця країни — Белград, територія якого разом з передмістями також виділена в окремий округ.

## Географічне положення
Назва цієї частини Сербії визначено його географічним положенням — в центрі країни. На північ від Центральної Сербії розташована Воєводина, а на південь — Косово і Метохія. На заході Центральна Сербія має вихід до державного кордону з Чорногорією і Боснією і Герцеговиною, і на сході з Румунією, Болгарією та Північною Македонією.

## Населення
За переписом 2002, населення Центральної Сербії 5 466 009 чоловік . Більшість населення складають серби (4 891 тис. чол., або 89%). Проживають також бошняки (135,7 тис. чол.), цигани (79,1 тис. чол.), албанці (60,0 тис. чол.), влахи (40,0 тис. чол.), чорногорці (33, 5 тис. чол.), югословени (30,8 тис. чол.) та інші.